# هوخنویکیرشن گشایت
هوخنویکیرشن گشایت (به آلمانی: Hochneukirchen-Gschaidt) یک منطقهٔ مسکونی در اتریش است که در ناحیه وینر نوی‌اشتات-لاند واقع شده‌است. هوخنویکیرشن گشایت ۳۵٫۱۳ کیلومتر مربع مساحت دارد ۷۶۹ متر بالاتر از سطح دریا واقع شده‌است.